# Mario Verstraete
Mario Verstraete, né en décembre 1962 et mort à Gand le 30 septembre 2002, est un militant belge défenseur du droit pour mourir dans la dignité et, souffrant de la sclérose en plaques, a été le premier bénéficiaire de la loi sur l'euthanasie en Belgique.

## Biographie
Mario Verstraete est d'abord fonctionnaire au ministère des Finances, puis travaille à la ville de Gand. Peu avant sa mort, il est nommé président de la Commission flamande du film.
Le 3 juillet 1993, il apprend qu'il a la sclérose en plaques. Dès lors, il s'engage en tant que militant pour pouvoir mourir dans la dignité. Il est entendu au Sénat par le comité qui prépare la loi sur l'euthanasie, loi qui sera approuvée le 28 mai 2002 et qui entrera en application le 23 septembre 2002. Sept jours plus tard, Verstraete demande l'application de cette loi et sera la première personne qui en fera usage en Belgique.
Au cours de sa maladie, il apprend la musique classique, laquelle jouera un grand rôle dans la reconnaissance de son propre destin. Dans Tot altijd, le film basé sur sa vie, cet élément est bien mis en évidence.

## Anecdotes
- Mario Verstraete était un ami de Tom Balthazar, le frère de Nic Balthazar, le réalisateur du film Tot altijd.